# Iserbach (Sayn)
Der Iserbach ist ein etwa 8,8 km langer Bach im rheinland-pfälzischen Landkreis Neuwied. Er fließt im Mittelgebirge Westerwald und mündet in Isenburg von rechts in die Sayn.

## Geografie

### Verlauf
Der Iserbach entspringt im Stadtgebiet von Dierdorf etwa 5 km südwestlich von Dierdorf und etwa 2 km nordwestlich von Rüscheid, deren Gemeindegebiet er nicht berührt. Von hier verläuft er nach Südosten in das Gemeindegebiet von Kleinmaischeid und dann weiter nach Süden. Ab dem Eintritt des Siehrsbach dient der Bach als Grenze zwischen Kleinmaischeid (östlich) und Thalhausen (westlich) und erhält am Mühlenhof von Thalhausen die Gewässer der Ausleitung des Mühlenhofgrabens zurück, kurz darauf kommen die des Thalhausener Baches hinzu. Nördlich der Thalhauser Mühle beginnt die Ausleitung des Teichgrabens, der die Thalhauser Mühle speist und dessen Gewässer über den Burbach südlich der Mühle zurückkommen. Die am Iserbach gelegenen Mühlen werden im Wappen der Gemeinde Thalhausen mit einem Mühlrad symbolisiert. Ab der Thalhauser Mühle folgt die Kreisstraße 113 dem Flussverlauf bis zur Mündung. Kurz nach der Thalhauser Mühle fließt von Westen der Reilbach zu. Ab hier ist der Bach für etwa 150 m Grenzgebiet zwischen Kleinmaischeid (östlich) und Meinborn (westlich), ab dem Eintritt der Pötschbergquelle dann zwischen Meinborn (westlich) und Isenburg (östlich) und etwa 800 m weiter südlich, ab dem Zufluss des Steinebachs, fließt der Iserbach nur noch im Gemeindegebiet von Isenburg. Weiter nach Süden fließend durchläuft der Iserbach auf seinem letzten halben Kilometer den Ort Isenburg. Hier unterquert er die Bundesstraße 413 und fließt sofort danach von rechts in den Saynbach ein. Der Iserbach mündet nach 8,8 km langem Lauf mit mittlerem Sohlgefälle von etwa 22 ‰ rund 190 Höhenmeter unterhalb seiner Quelle.

### Zuflüsse
- Siehrsbach, von rechts und Westen auf etwa 223 m ü. NHN zwischen Kleinmaischeid und Thalhausen, 3,03 km Länge und 3,52 km² Einzugsgebiet, GKZ 27126-2
- Mühlenhofgraben, Ausleitung des Iserbach am Mühlenhof, Thalhausen0,36 km und 0,11 km², GKZ 27126-34
- Thalhausener Bach, von rechts und Westen auf etwa 218 m ü. NHN westlich von Thalhausen, 2,14 km und 1,45 km², GKZ 27126-4
- Teichgraben, Ausleitung des Iserbach bei der Thalhauser Mühle, gelangt dann über den Burbach wieder in den Iserbach, 0,24 km und 0,02 km², GKZ 27126-54
- Burbach, von rechts und Westen auf etwa 197 m ü. NHN südlich von Thalhausen, 1,95 km und 1,48 km², GKZ 27126-6
- Reilbach, von rechts und Westen auf etwa 195 m ü. NHN südlich von Thalhausen, 1,46 km und 0,95 km², GKZ 27126-72
- Pötschbergquelle, von rechts und Westen auf etwa 193 m ü. NHN nordwestlich von Isenburg, 0,46 km und 0,33 km², GKZ 27126-74
- Steinebach, von rechts und Westen auf etwa 171 m ü. NHN nordwestlich von Isenburg, 3,03 km und 5,23 km², GKZ 27126-8

## Bilder

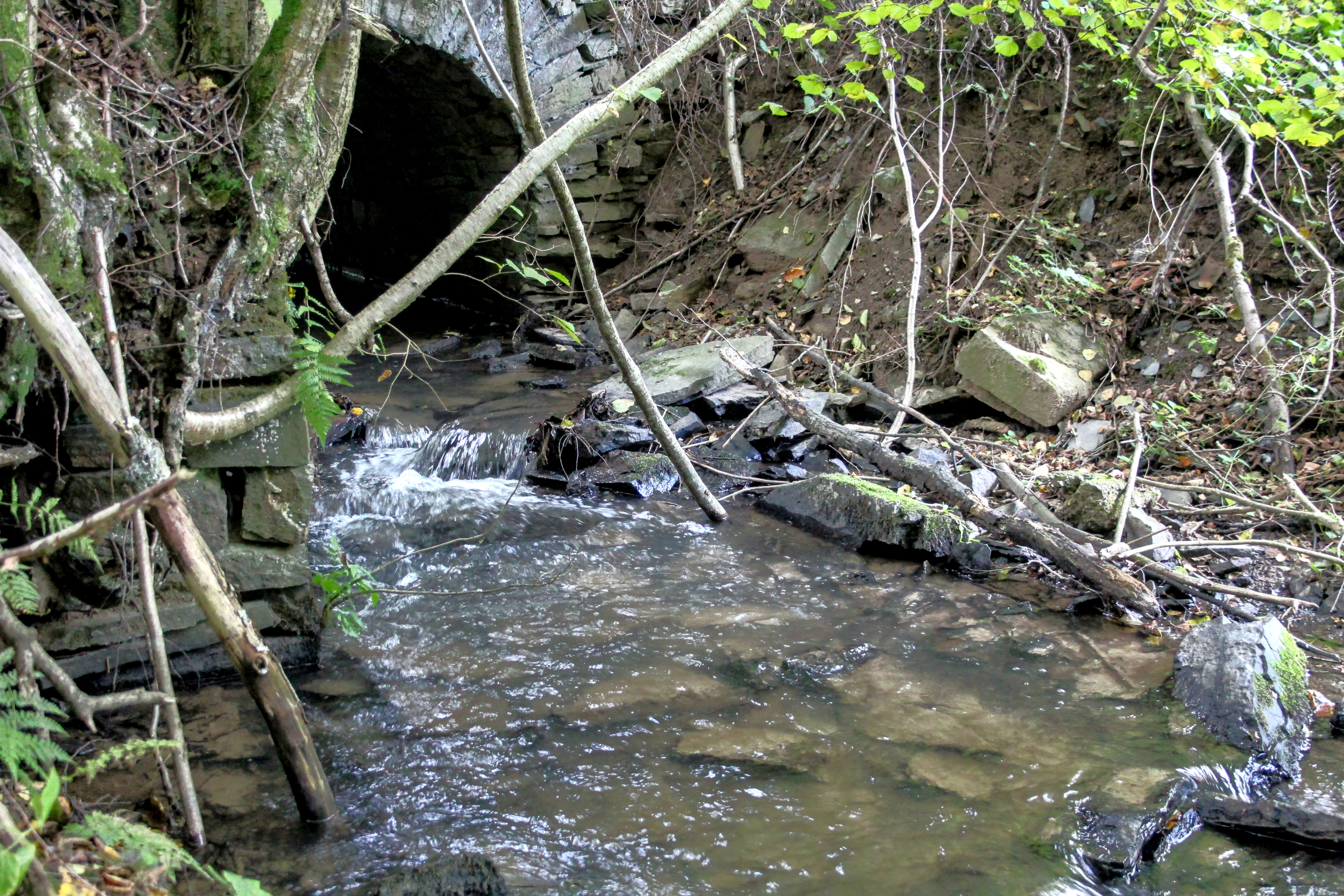
Der Iserbach kurz nach der Thalhauser Mühle
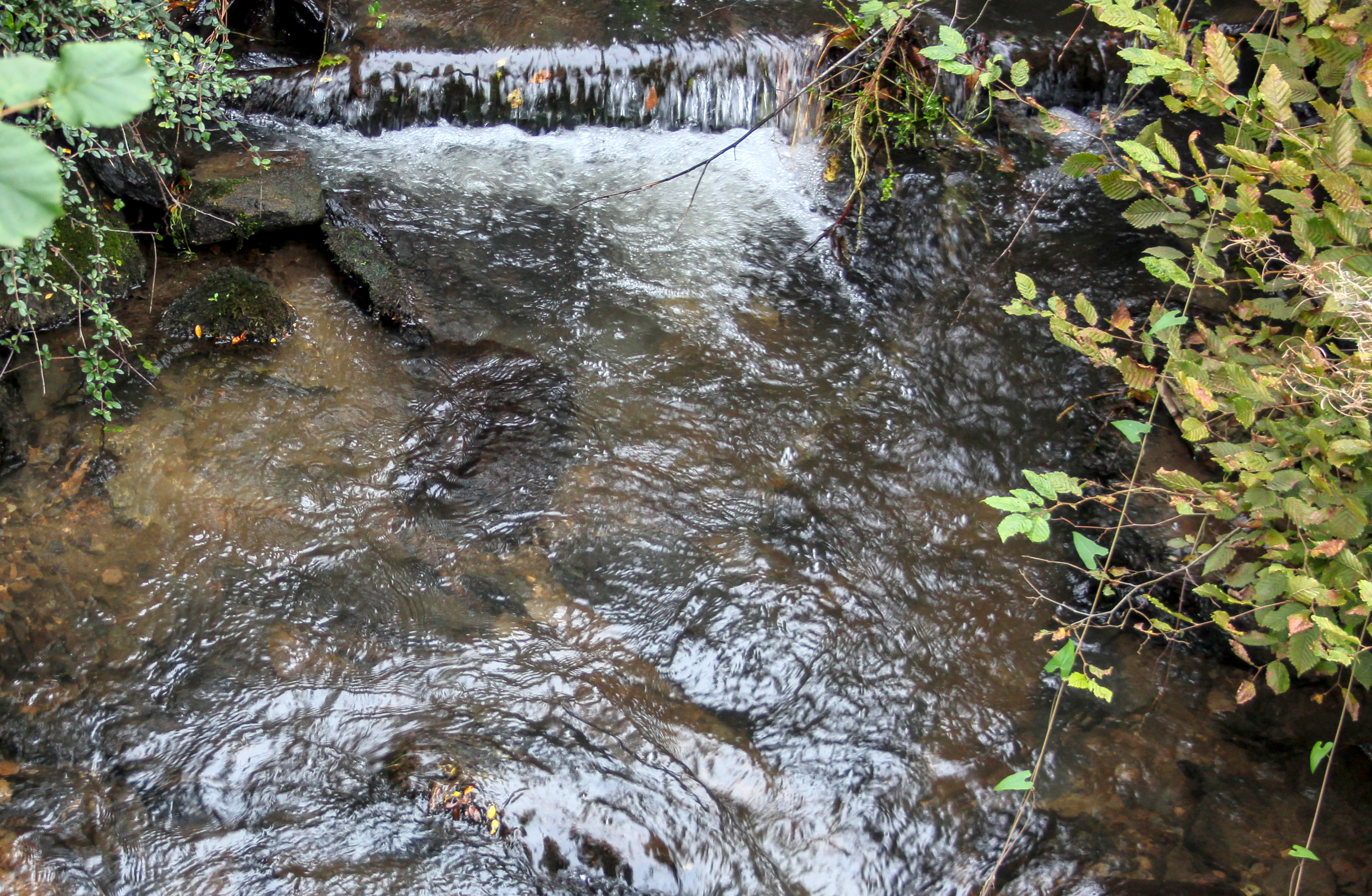
Der Iserbach kurz vor Isenburg
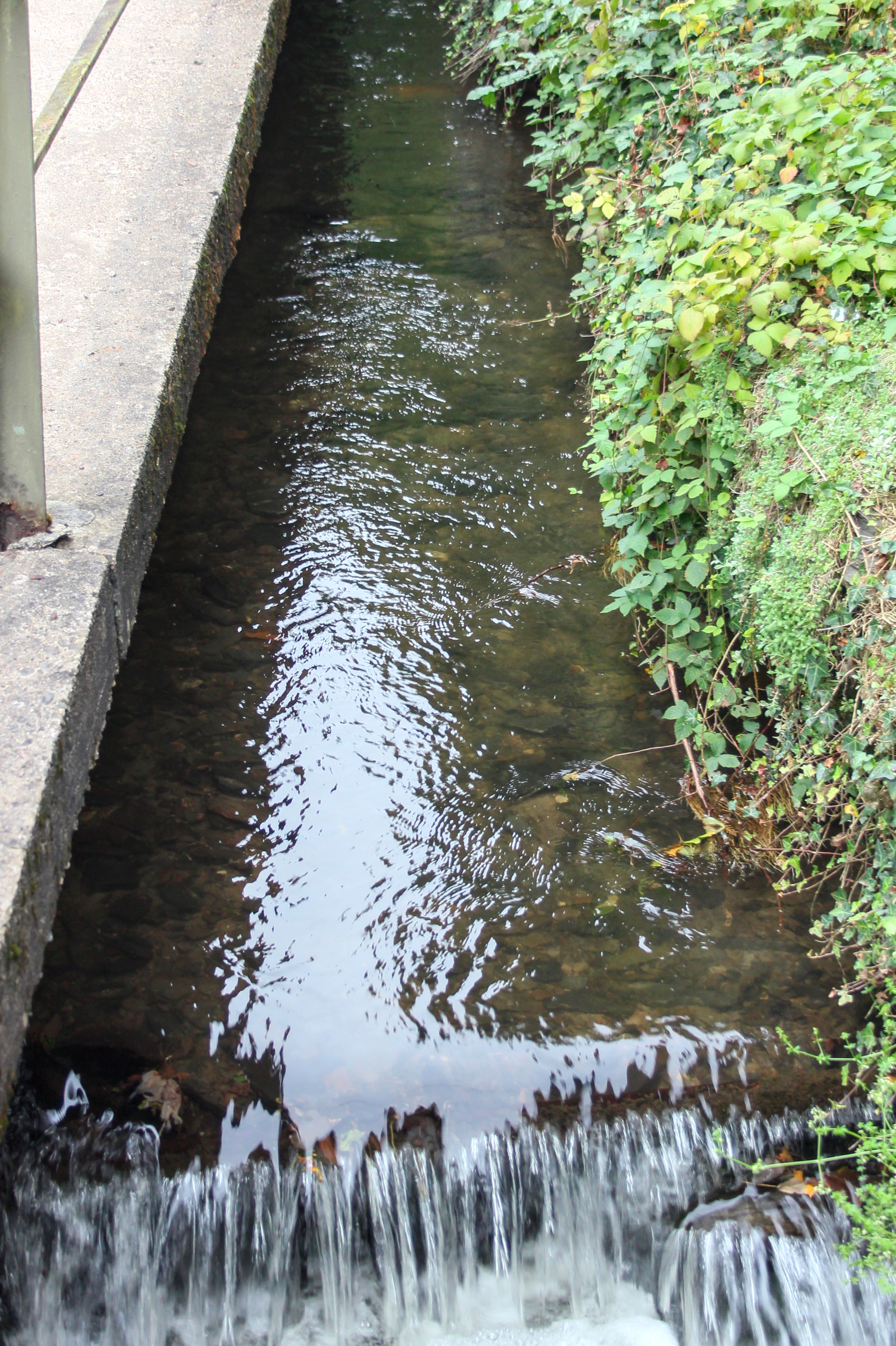
Der Iserbach in Isenburg entlang der K 113
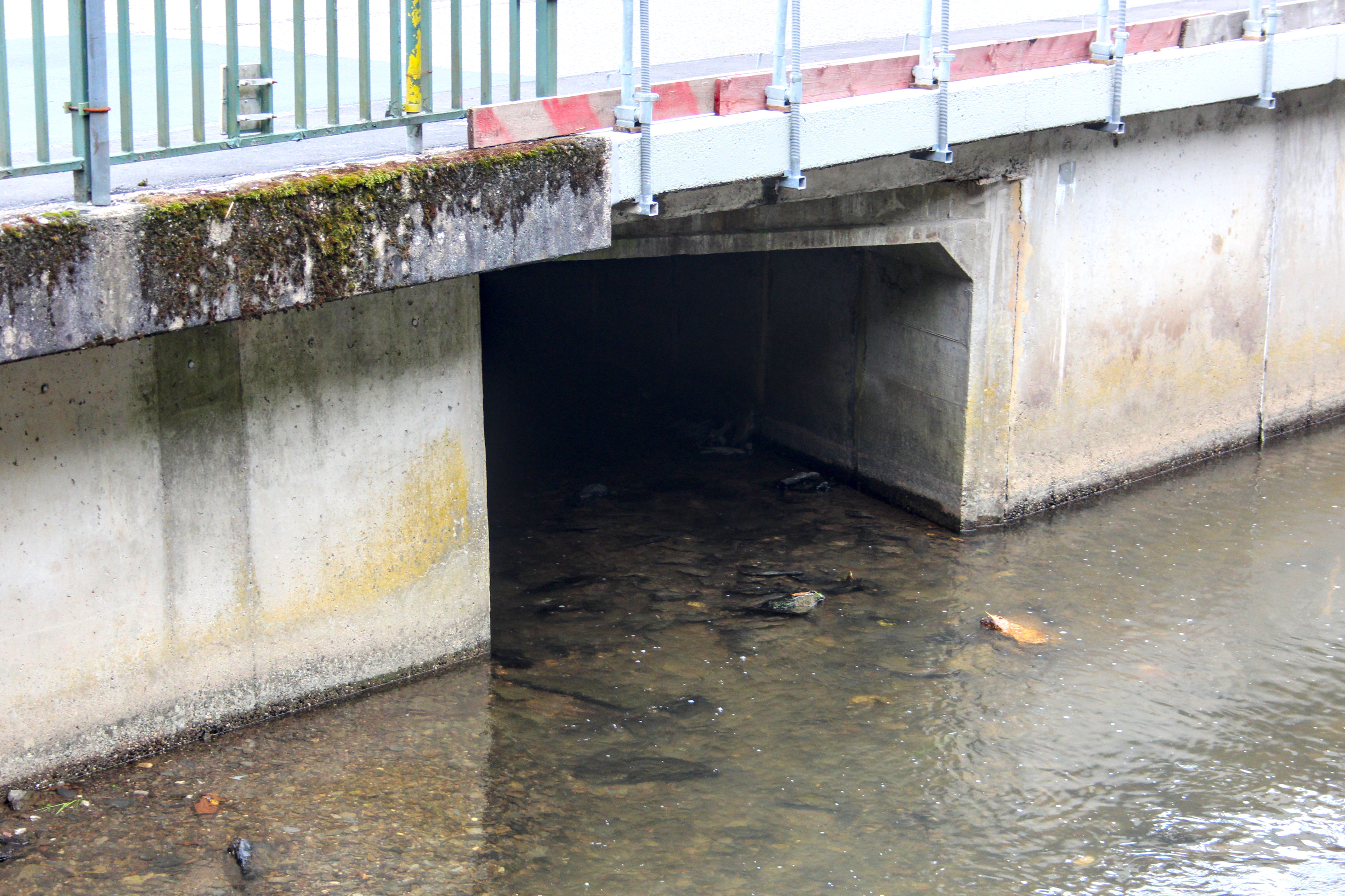
Die Mündung des Iserbachs unterhalb der Bundesstraße 413 in den Saynbach